# Pouydesseaux
Pouydesseaux är en kommun i departementet Landes i regionen Nouvelle-Aquitaine i sydvästra Frankrike. Kommunen ligger i kantonen Roquefort som tillhör arrondissementet Mont-de-Marsan. År 2022 hade Pouydesseaux 879 invånare.

## Befolkningsutveckling
Antalet invånare i kommunen Pouydesseaux
Referens:INSEE